# Palmer River (Finke River)
Der Palmer River ist ein Fluss im Süden des australischen Northern Territory.

## Geografie

### Flusslauf
Der Fluss entsteht aus dem Zusammenfluss von Illara Creek und Walker Creek bei Tempe Downs südwestlich des Finke-Gorge-Nationalparks im Süden des Northern Territory. Beide Quellflüsse entspringen in der etwa 70 Kilometer nordwestlich gelegenen Gardiner Range. Der Palmer River fließt von seiner Quelle nach Südosten und unterquert den Stuart Highway bei Palmer Valley. Zehn Kilometer weiter östlich mündet er in den Finke River.

### Nebenflüsse mit Mündungshöhen
Er hat folgende Nebenflüsse:
- Illara Creek – 520 m
- Walker Creek – 520 m
- Peterman Creek – 508 m
- Froud Creek – 400 m